# 전설의 셔틀
《전설의 셔틀》은 2016년 10월 2일에 방영한 《KBS 드라마 스페셜 2016》 시리즈 중 두 번째 작품이다.

## 줄거리
부산 명성고에서 명실상부 자타공인 조태웅 체제 하에 공고한 위계질서로 셔틀부터 짱까지 평온하게 하루하루가 지탱되던 이곳에 피바람이 불기 시작한다. 17 대 1의 화려한 영웅담을 안고 혜성처럼 등장한 전설의 전학생인 강찬 때문이다. 하늘 아래 두 태양이 공존하는 위태로운 평화가 이어지던 가운데, 강찬과 같은 학교 출신의 전학생이 한 명 더 왔기 때문이다. 게다가 갑작스러운 서재우의 등장으로 강찬은 유독 긴장하고, 조태웅은 변해가는 세력지형에 점점 심기가 불편해진다.

## 등장 인물

### 주요 인물
- 이지훈 : 강찬(18세) 역 - 가리봉 쓰레빠

부산 명문고 일진계의 떠오르는 신흥강자. 17 대 1로 싸워 모두를 병원 실려 보낸 전설 같은 싸움의 주인공으로, 일명 가리봉 쓰레빠라 불린다. 주먹이 느려질까 군것질마저 하지 않는다는 완벽한 파이터이자, 셔틀들의 구세주 같이 누구에게도 빵 심부름을 시키지 않는다. 그러나 그에게도 절대 들키고 싶지 않은 비밀이 있다.
- 서지훈 : 조태웅(18세) 역 - 명성고 싸움짱

인내력 3초의 시한폭탄. 명성고는 물론 그 일대를 모조리 접수한 절대강자로, 뚜껑이 열리면 말릴 수 있는 사람이 없다는 소문난 미친개다. 시시각각 핵주먹 자리를 위협하는 강찬과 가만히 있어도 왠지 거슬리는 서재우. 두 놈이 나타난 뒤로는 그의 입지가 영 불안하다. 조태웅의 분노수치는 높아만 간다.
- 김진우 : 서재우(18세) 역 - 유아독존 엄친아

부잣집 외동아들, 사교육계의 황태자. 성적이나 외모 등 엄친아의 조건을 고루 갖췄으나 성격은 문제가 많다. 성적 외엔 무관심한 유아독존적 태도로 곧잘 다른 아이들의 마음을 건드리곤 한다. 결국 일련의 사건을 걸치며 부산으로 전학을 오지만, 그곳엔 지난 날 같은 반이었던 강찬이 있다.

### 주변 인물
- 최성민 : 김민수(18세) 역 - 빵셔틀 대장

명성고 제일의 소식통. 조태웅 조공의 최전선에 있는 빵셔틀 대장답게 일진계 동향이라면 뭐든 기록하고, 교내의 변화 흐름에도 감지가 가장 빠르다. 조태웅을 비롯한 일진들에 이리저리 치이지만, 매번 또 그들을 챙겨주는 순수하고 착한 소년이다.
- 한은성 : 성호(18세) 역 - 진석고 싸움짱

진석고 대표 주먹. 명성고에 조태웅이 있다면 진석고엔 성호가 있다. 입은 웃고 있지만 눈은 절대 웃지 않으며, 맹수와 같아 한 번 문 먹잇감은 절대 놓지 않아 모두가 피하고 싶어하는 존재다. 성호는 강찬과 서재우와는 매우 각별한 인연이 있다.
- 김준표 : 김준표(18세) 역 - 조태웅의 오른팔

조태웅이 가는 곳이면 어디든 함께 한다. 엉뚱하고 귀여운 매력의 소유자이며, 무던한 성격에 타고난 의리파다. 하지만 한 가지 단점이라면 눈치가 좀 부족한데, 종종 눈치 없는 행동으로 태웅과 동화에게 따가운 눈총을 받는다.
- 손동화 : 손동화(18세) 역 - 조태웅의 왼팔

김준표와는 달리 눈치가 매우 빠르며, 늘 교내 세력 동향을 기민하게 살피며 어느 줄을 탈까 고민한다. 약간은 얄밉기도 하지만, 타고난 입담과 재치, 은근 여린 심성을 보이며 결코 미워하려야 미워할 수 없다.

### 그 외 인물
- 정지환 : 우유셔틀 역 - 셔틀 대장 김민수의 동지
- 심재호 : 체육복셔틀 역 - 셔틀 대장 김민수의 동지
- 문용일 : 부채셔틀 역 - 셔틀 대장 김민수의 동지
- 이가섭 : 수학학생 역
- 김우진 : 학생 1 역
- 안은수 : 학생 2 역
- 이홍내 : 성호무리 1 역
- 이성득 : 성호무리 2 역
- 윤석호 : 운전꼬마 역

### 우정출연
- 유오성 : 담임 역

"쌤은 한 놈만 팬다!"를 입에 달고 산다. 한번 물면 절대 놓는 법이 없는 독사다. 주특기는 “하와이행” 운운하기지만, 실상은 하와이의 모래 한 톨도 못 밟아봤다는 소문이 있다.
- 전현무 : 강찬의 삼촌 역

소싯적 별명 '미친 개 시츄'. 개성 넘치는 외모에 자부심을 가지고 뚝심 있게 시험을 준비하는 아나운서 지망생이다.
- 류담 : 덩치 역

천하의 조태웅이 움찔할 만큼 험악한 인상의 소유자지만, 전설의 전학생 강찬의 부산 상륙 이후 첫 희생양이 되고 만다.
- 유민상 : 유민상 역

얼굴이 무기인 살벌한 얼굴의 소유자.

## 시청률
- 전국 시청률 : 3.1%[2]

## 삽입곡
- 크라잉넛 - 〈착한 아이〉
- 싸이 - 〈나팔바지〉